# لاک‌پشت‌های برکه‌ای اوراسیا
لاک‌پشت‌های برکه‌ای اوراسیا (نام علمی: Geoemydidae) نام یک تیره از زیرراسته نهان‌گردن است.